# Write once read many

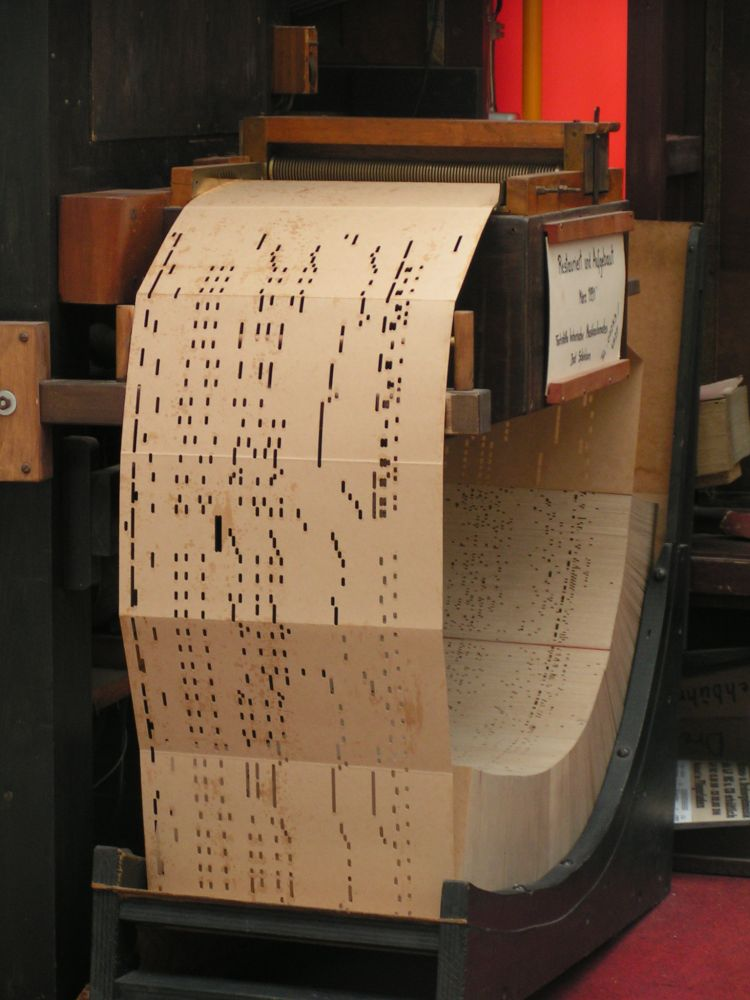
Een draaiorgelboek kan slechts éénmaal beschreven worden.

Write once read many (WORM) is een type gegevensdrager dat men één keer beschrijft, en dat vervolgens vele malen gelezen kan worden. 
WORM is inherent aan de technische werking van sommige gegevensdragers, waarbij het medium feitelijk niet in staat is herbeschreven te worden. Ponskaarten zijn bijvoorbeeld WORM omdat je de geponste gaatjes niet kunt herstellen. cd-r's en dvd-r's zijn ook maar één keer te beschrijven. In de fabriek geperste compact discs en dvd's zijn geen WORM aangezien ze in het geheel niet door een computer zijn te beschrijven.
Sommige gegevensdragers kunnen wel meerdere keren beschreven worden, maar dat is in sommige situaties onwenselijk, zoals voor het maken van back-ups en archieven. Om ongewild wissen te voorkomen is de mogelijkheid tot WORM toegevoegd aan meervoudig beschrijfbare media als magneetbanden en harde schijven.
Een toepassing is het archiveren van data op een WORM-harde schijf zodat die data bestand is tegen een ransomware-aanval.